# Brent Anderson
Brent Anderson (nascido em 15 de junho de 1955, em San Jose, Califórnia) é um artista de quadrinhos americano conhecido por seu trabalho em X-Men: Deus Ama, o Homem Mata e a série de quadrinhos Astro City, criada em 1995 em parceria com o escritor Kurt Busiek e com o artista Alex Ross. O trabalho desenvolvido em Astro City renderia aos três muitos prêmios. A série enfrentou significativos hiatos e interrupções, mas continua sendo publicada até a atualidade, tendo sido relançada em junho de 2013, como parte do selo editorial Vertigo

## Prêmios e indicações
| Ano  | Premiação    | Categoria                 | Obra       | Resultado |
| ---- | ------------ | ------------------------- | ---------- | --------- |
| 1996 | Eisner Award | "Melhor Série Estreante"  | Astro City | Venceu    |
| 1996 | Eisner Award | "Melhor Série Continuada" | Astro City | Indicado  |
| 1997 | Eisner Award | "Melhor Série Continuada" | Astro City | Venceu    |
| 1998 | Eisner Award | "Melhor Série Continuada" | Astro City | Venceu    |
| 1999 | Eisner Award | "Melhor Série Continuada" | Astro City | Indicado  |
| 2017 | Eisner Award | "Melhor Série Continuada" | Astro City | Indicado  |